# 오야촌 (후쿠시마현)
오야촌(大屋村)은 후쿠시마현 니시시라카와군에 있던 촌이다. 1955년 4월 10일 오야촌,  시노부촌 등 2개 촌이 합병하여 다이신촌이 신설되고 폐지되었다.

## 지리
- 시라카와시의 북서부, 다이신촌의 서부가 오야촌이 있던 곳이다.

## 역사
- 1889년 4월 1일 - 오야촌의 일부가 분립해 오사토촌이 성립하였다.
- 1951년 4월 1일 - 이와세군에서 니시시라카와군에 이관되었다.
- 1955년 4월 10일 - 오야촌, 시노부촌 등 2개 촌이 합병하여 다이신촌이 신설되고, 오야촌 등은 폐지되었다.

## 인구
- 1889년 2,427
- 1920년 3,288
- 1947년 4,387

## 참고 문헌
- 角川日本地名大辞典編纂委員会『角川日本地名大辞典 7 福島県』、角川書店、1981年 ISBN 4040010701
- 日本加除出版株式会社編集部『全国市町村名変遷総覧』、日本加除出版、2006年 ISBN 4817813180